# 8463 Naomimurdoch
A 8463 Naomimurdoch (ideiglenes jelöléssel (8463) 1981 EM27) a Naprendszer kisbolygóövében található aszteroida. Schelte J. Bus fedezte fel 1981. március 2-án.